# Empire (Fernsehserie, 2015)/Episodenliste
Diese Episodenliste enthält alle Episoden der US-amerikanischen Serie Empire, sortiert nach der US-amerikanischen Erstausstrahlung. Zwischen 2015 und 2020 entstanden in sechs Staffeln 102 Episoden mit einer Länge von jeweils etwa 42 Minuten.

## Übersicht
| Staffel | Episodenanzahl | Erstausstrahlung USA | Erstausstrahlung USA | Deutschsprachige Erstausstrahlung | Deutschsprachige Erstausstrahlung |
| Staffel | Episodenanzahl | Staffelpremiere      | Staffelfinale        | Staffelpremiere                   | Staffelfinale                     |
| ------- | -------------- | -------------------- | -------------------- | --------------------------------- | --------------------------------- |
| 1       | 12             | 7. Januar 2015       | 18. März 2015        | 24. Juni 2015                     | 14. Juli 2015                     |
| 2       | 18             | 23. September 2015   | 18. Mai 2016         | 2. Juni 2016                      | 3. November 2016                  |
| 3       | 18             | 21. September 2016   | 24. Mai 2017         | 16. März 2017                     | 28. September 2017                |
| 4       | 18             | 27. September 2017   | 23. Mai 2018         |                                   |                                   |
| 5       | 18             | 26. September 2018   | 8. Mai 2019          |                                   |                                   |
| 6       | 18             | 24. September 2019   | 21. April 2020       |                                   |                                   |

## Staffel 1
Die Erstausstrahlung der ersten Staffel war vom 7. Januar bis zum 18. März 2015 auf dem US-amerikanischen Sender Fox zu sehen. Die deutschsprachige Erstausstrahlung der ersten drei Episoden sendeten die Free-TV-Sender ProSieben und 3+ jeweils am 24. Juni 2015. Die restlichen Episoden wurden vom 30. Juni bis zum 14. Juli 2015 vom Schweizer Sender 3+ erstausgestrahlt.
| Nr. (ges.) | Nr. (St.) | Deutscher Titel                       | Originaltitel              | Erstausstrahlung USA | Deutschsprachige Erstausstrahlung (D/CH) | Regie              | Drehbuch                     | Zuschauer (USA) | Zuschauer (D) |
| ---------- | --------- | ------------------------------------- | -------------------------- | -------------------- | ---------------------------------------- | ------------------ | ---------------------------- | --------------- | ------------- |
| 1          | 1         | Rückkehr der Königin                  | Pilot                      | 7. Jan. 2015         | 24. Juni 2015                            | Lee Daniels        | Lee Daniels & Danny Strong   | 9,90 Mio.       | 0,93 Mio.     |
| 2          | 2         | Im Kreuzfeuer                         | The Outspoken King         | 14. Jan. 2015        | 24. Juni 2015                            | Lee Daniels        | Danny Strong & Ilene Chaiken | 10,32 Mio.      | 0,88 Mio.     |
| 3          | 3         | Löwengrube                            | The Devil Quotes Scripture | 21. Jan. 2015        | 24. Juni 2015                            | Sanaa Hamri        | Ilene Chaiken & Joshua Allen | 11,07 Mio.      | 0,92 Mio.     |
| 4          | 4         | Titan                                 | False Imposition           | 28. Jan. 2015        | 30. Juni 2015                            | Rosemary Rodriguez | Wendy Calhoun                | 11,36 Mio.      | 0,75 Mio.     |
| 5          | 5         | Gefährliche Verbindungen              | Dangerous Bonds            | 4. Feb. 2015         | 30. Juni 2015                            | John Singleton     | Malcolm Spellman             | 11,47 Mio.      | 0,72 Mio.     |
| 6          | 6         | Die Wahrheit, nichts als die Wahrheit | Out, Damned Spot           | 11. Feb. 2015        | 30. Juni 2015                            | Michael Engler     | Eric Haywood                 | 11,96 Mio.      | 0,75 Mio.     |
| 7          | 7         | Bittersüße Erinnerung                 | Our Dancing Days           | 18. Feb. 2015        | 7. Juli 2015                             | Sanaa Hamri        | Attica Locke                 | 13,01 Mio.      | 0,83 Mio.     |
| 8          | 8         | Das Brüllen des Löwen                 | The Lyon’s Roar            | 25. Feb. 2015        | 7. Juli 2015                             | Danny Strong       | Danny Strong                 | 13,90 Mio.      | 0,84 Mio.     |
| 9          | 9         | Der Krieg beginnt                     | Unto the Breach            | 4. März 2015         | 7. Juli 2015                             | Anthony Hemingway  | David Rambo                  | 14,33 Mio.      | 0,88 Mio.     |
| 10         | 10        | Die Sünden des Vaters                 | Sins of the Father         | 11. März 2015        | 14. Juli 2015                            | Rob Hardy          | Eddie Gonzalez & Jeremy Haft | 14,92 Mio.      | 0,71 Mio.     |
| 11         | 11        | Die Auferstehung                      | Die But Once               | 18. März 2015        | 14. Juli 2015                            | Mario van Peebles  | Ilene Chaiken                | 15,82 Mio.      | 0,67 Mio.     |
| 12         | 12        | Feinde und Verräter                   | Who I Am                   | 18. März 2015        | 14. Juli 2015                            | Debbie Allen       | Danny Strong & Ilene Chaiken | 17,62 Mio.      | 0,68 Mio.     |

## Staffel 2
Die Erstausstrahlung der zweiten Staffel war vom 23. September 2015 bis zum 18. Mai 2016 auf dem US-amerikanischen Sender Fox zu sehen. Die deutschsprachige Erstausstrahlung sendete der deutsche Pay-TV-Sender ProSieben Fun vom 2. Juni bis zum 3. November 2016.
| Nr. (ges.) | Nr. (St.) | Deutscher Titel          | Originaltitel                | Erstausstrahlung USA | Deutschsprachige Erstausstrahlung (D) | Regie             | Drehbuch                             | Zuschauer (USA) |
| ---------- | --------- | ------------------------ | ---------------------------- | -------------------- | ------------------------------------- | ----------------- | ------------------------------------ | --------------- |
| 13         | 1         | Alle Teufel sind hier    | The Devils Are Here          | 23. Sep. 2015        | 2. Juni 2016                          | Lee Daniels       | Danny Strong & Ilene Chaiken         | 16,18 Mio.      |
| 14         | 2         | Lyon Dynasty             | Without A Country            | 30. Sep. 2015        | 9. Juni 2016                          | Dee Rees          | Carlito Rodriguez                    | 13,74 Mio.      |
| 15         | 3         | Himmelsfeuer             | Fires of Heaven              | 7. Okt. 2015         | 16. Juni 2016                         | Craig Brewer      | Attica Locke                         | 13,10 Mio.      |
| 16         | 4         | Totengräber              | Poor Yorick                  | 14. Okt. 2015        | 23. Juni 2016                         | Danny Strong      | Danny Strong                         | 12,22 Mio.      |
| 17         | 5         | Bereue!                  | Be True                      | 21. Okt. 2015        | 30. Juni 2016                         | Kevin Bray        | Wendy Calhoun & Janeika James        | 12,28 Mio.      |
| 18         | 6         | Unter Beschuss           | A High Hope for a Low Heaven | 4. Nov. 2015         | 7. Juli 2016                          | Mario van Peebles | Robert Munic                         | 11,68 Mio.      |
| 19         | 7         | Tief vergrabene Dämonen  | True Love Never              | 11. Nov. 2015        | 14. Juli 2016                         | Sylvain White     | Ingrid Escajeda                      | 11,20 Mio.      |
| 20         | 8         | Schlachtruf              | My Bad Parts                 | 18. Nov. 2015        | 21. Juli 2016                         | Sanaa Hamri       | Malcolm Spellman                     | 11,34 Mio.      |
| 21         | 9         | Im Zeichen des Stiers    | Sinned Against               | 25. Nov. 2015        | 28. Juli 2016                         | Paul McCrane      | Eric Haywood                         | 9,21 Mio.       |
| 22         | 10        | Auch du, Brutus?         | Et Tu, Brute?                | 2. Dez. 2015         | 6. Okt. 2016                          | Sanaa Hamri       | Radha Blank                          | 11,81 Mio.      |
| 23         | 11        | Willst du König sein     | Death Will Have His Day      | 30. März 2016        | 6. Okt. 2016                          | Danny Strong      | Danny Strong                         | 12,46 Mio.      |
| 24         | 12        | Giftschlangen            | A Rose by Any Other Name     | 6. Apr. 2016         | 13. Okt. 2016                         | Michael Engler    | Ilene Chaiken                        | 11,34 Mio.      |
| 25         | 13        | Die Zahmheit eines Wolfs | The Tameness of a Wolf       | 13. Apr. 2016        | 13. Okt. 2016                         | Paris Barclay     | Attica Locke & Joshua Allen          | 10,11 Mio.      |
| 26         | 14        | Wachablösung             | Time Shall Unfold            | 20. Apr. 2016        | 20. Okt. 2016                         | Cherien Dabis     | Ayanna Floyd Davis                   | 9,56 Mio.       |
| 27         | 15        | Blutsbande               | More Than Kin                | 27. Apr. 2016        | 20. Okt. 2016                         | Sanaa Hamri       | Eric Haywood & Malcolm Spellman      | 10,03 Mio.      |
| 28         | 16        | Zurück von den Toten     | The Lyon Who Cried Wolf      | 4. Mai 2016          | 27. Okt. 2016                         | Millicent Shelton | Joshua Allen                         | 9,39 Mio.       |
| 29         | 17        | Im Namen des Vaters      | Rise by Sin                  | 11. Mai 2016         | 27. Okt. 2016                         | Paul McCrane      | Ayanna Floyd Davis & Jamie Rosengard | 9,81 Mio.       |
| 30         | 18        | Höllenkreislauf          | Past Is Prologue             | 18. Mai 2016         | 3. Nov. 2016                          | Sanaa Hamri       | Lee Daniels & Ilene Chaiken          | 10,88 Mio.      |

## Staffel 3
Die Erstausstrahlung der dritten Staffel war vom 21. September 2016 bis zum 24. Mai 2017 auf dem US-amerikanischen Sender Fox zu sehen. Die deutschsprachige Erstausstrahlung sendete der deutsche Pay-TV-Sender ProSieben Fun vom 16. März 2017 bis zum 28. September 2017.
| Nr. (ges.) | Nr. (St.) | Deutscher Titel             | Originaltitel            | Erstausstrahlung USA | Deutschsprachige Erstausstrahlung (D) | Regie             | Drehbuch                                              | Zuschauer (USA) |
| ---------- | --------- | --------------------------- | ------------------------ | -------------------- | ------------------------------------- | ----------------- | ----------------------------------------------------- | --------------- |
| 31         | 1         | Ein Licht in der Dunkelheit | Light in Darkness        | 21. Sep. 2016        | 16. März 2017                         | Sanaa Hamri       | Malcolm Spellman & Joshua Allen                       | 10,87 Mio.      |
| 32         | 2         | Opfer und Überlebende       | Sin That Amends          | 28. Sep. 2016        | 16. März 2017                         | Craig Brewer      | Cherien Dabis & Carlito Rodriguez                     | 9,65 Mio.       |
| 33         | 3         | Straßeninstinkte            | What Remains is Bestial  | 5. Okt. 2016         | 23. März 2017                         | Millicent Shelton | Diane Ademu-John & Eric Haywood                       | 9,25 Mio.       |
| 34         | 4         | Verschiedene Welten         | Cupid Kills              | 12. Okt. 2016        | 23. März 2017                         | Hanelle Culpepper | Matt Pyken & Attica Locke                             | 9,27 Mio.       |
| 35         | 5         | Seelenzerstörer             | One Before Another       | 9. Nov. 2016         | 30. März 2017                         | Mario van Peebles | Joshua Allen & Carlito Rodriguez                      | 8,15 Mio.       |
| 36         | 6         | Bloßstellungen              | Chimes at Midnight       | 16. Nov. 2016        | 30. März 2017                         | Sanaa Hamri       | Cherien Dabis & Eric Haywood                          | 8,39 Mio.       |
| 37         | 7         | Was wir sein könnten        | What We May Be           | 30. Nov. 2016        | 6. Apr. 2017                          | Kevin Bray        | Diane Ademu-John & Malcom Spellman                    | 7,84 Mio.       |
| 38         | 8         | Heilung                     | The Unkindest Cut        | 7. Dez. 2016         | 6. Apr. 2017                          | Dennie Gordon     | Attica Locke & Jamie Rosengard                        | 7,00 Mio.       |
| 39         | 9         | Skrupellos                  | A Furnace For Your Foe   | 14. Dez. 2016        | 31. Aug. 2017                         | Sanaa Hamri       | Ilene Chaiken & Matt Pyken                            | 7,58 Mio.       |
| 40         | 10        | Erbarmungslos               | Sound & Fury             | 22. März 2017        | 31. Aug. 2017                         | Craig Brewer      | Eric Haywood & Carlito Rodriguez                      | 7,95 Mio.       |
| 41         | 11        | Teufelsakkord               | Play On                  | 29. März 2017        | 7. Sep. 2017                          | Benny Boom        | Janeika James & Jasheika James Idee: Malcolm Spellman | 6,91 Mio.       |
| 42         | 12        | Du bist ein Mann            | Strange Bedfellows       | 5. Apr. 2017         | 7. Sep. 2017                          | Bille Woodruff    | Matt Pyken & Attica Locke                             | 6,35 Mio.       |
| 43         | 13        | Hintertückische Manöver     | My Naked Villainy        | 12. Apr. 2017        | 14. Sep. 2017                         | Cherien Dabis     | Joshua Allen & Jamie Rosengard                        | 6,59 Mio.       |
| 44         | 14        | Liebe ist Rauch             | Love is a Smoke          | 26. Apr. 2017        | 14. Sep. 2017                         | Tricia Brock      | Diane Ademu-John & Cherien Dabis                      | 6,31 Mio.       |
| 45         | 15        | Krieg der Mütter            | Civil Hands Unclean      | 3. Mai 2017          | 21. Sep. 2017                         | Howard Deutch     | Ilene Chaiken & Carlito Rodriguez                     | 5,60 Mio.       |
| 46         | 16        | Das verschwundene Kind      | Absent Child             | 10. Mai 2017         | 21. Sep. 2017                         | Millicent Shelton | Attica Locke & Malcolm Spellman                       | 6,32 Mio.       |
| 47         | 17        | Tanz der Furien (Teil 1)    | Toil and Trouble, Part 1 | 17. Mai 2017         | 28. Sep. 2017                         | Bryshere Y. Gray  | Serayah McNeill                                       | 6,14 Mio.       |
| 48         | 18        | Tanz der Furien (Teil 2)    | Toil and Trouble, Part 2 | 24. Mai 2017         | 28. Sep. 2017                         | Sierra McClain    | Trai Byers                                            | 6,94 Mio.       |

## Staffel 4
Im Januar 2017 verlängerte Fox die Serie um eine vierte Staffel. Die Erstausstrahlung der vierten Staffel sendete der US-amerikanische Sender Fox vom 27. September 2017 bis zum 23. Mai 2018. Die Veröffentlichung in Deutschland erfolgte am 8. September 2021 auf Disney+ auf Englisch. Seit dem 6. Januar 2023 ist die deutsche Synchronisation verfügbar.
| Nr. (ges.) | Nr. (St.) | Deutscher Titel                      | Originaltitel                   | Erstausstrahlung USA | Deutschsprachige Erstausstrahlung (D) | Regie                     | Drehbuch                                              | Zuschauer (USA) |
| ---------- | --------- | ------------------------------------ | ------------------------------- | -------------------- | ------------------------------------- | ------------------------- | ----------------------------------------------------- | --------------- |
| 49         | 1         | Edle Erinnerungen                    | Noble Memory                    | 27. Sep. 2017        | 8. Sep. 2021                          | Sanaa Hamri               | Brett Mahoney                                         | 7,05 Mio.       |
| 50         | 2         | Ausgangspunkt                        | Full Circle                     | 4. Okt. 2017         | 8. Sep. 2021                          | Craig Brewer              | Craig Brewer & Eric Haywood                           | 5,89 Mio.       |
| 51         | 3         | Schlechte Manieren                   | Evil Manners                    | 11. Okt. 2017        | 8. Sep. 2021                          | Bille Woodruff            | Matt Pyken & Carlito Rodriguez                        | 5,93 Mio.       |
| 52         | 4         | Blutiger Krieg                       | Bleeding War                    | 18. Okt. 2017        | 8. Sep. 2021                          | Sanaa Hamri               | Diane Ademu-John & Jamie Rosengard                    | 5,65 Mio.       |
| 53         | 5         | Der Narr                             | The Fool                        | 8. Nov. 2017         | 8. Sep. 2021                          | Howard Deutch             | Janeika James & Jasheika James                        | 5,40 Mio.       |
| 54         | 6         | Das Glück ist nicht der Teufel       | Fortune Be Not Crost            | 15. Nov. 2017        | 8. Sep. 2021                          | Sanaa Hamri               | Joshua Allen & Dianne Houston                         | 6,05 Mio.       |
| 55         | 7         | Die Dame gelobt                      | The Lady Doth Protest           | 29. Nov. 2017        | 8. Sep. 2021                          | Karen Gaviola             | Matt Pyken & Eric Haywood                             | 5,05 Mio.       |
| 56         | 8         | Liebe macht blind                    | Cupid Painted Blind             | 6. Dez. 2017         | 8. Sep. 2021                          | Elizabeth Allen Rosenbaum | Diane Ademu-John & Carlito Rodriguez                  | 5,68 Mio.       |
| 57         | 9         | Sklave der Erinnerung                | Slave to Memory                 | 13. Dez. 2017        | 8. Sep. 2021                          | Sanaa Hamri               | Joshua Allen & Dianne Houston                         | 5,91 Mio.       |
| 58         | 10        | Gefangene                            | Birds in the Cage               | 28. März 2018        | 8. Sep. 2021                          | Craig Brewer              | Craig Brewer                                          | 6,22 Mio.       |
| 59         | 11        | Ohne Entschuldigung                  | Without Apology                 | 4. Apr. 2018         | 8. Sep. 2021                          | Dianne Houston            | Matt Pyken & Joshua Allen                             | 5,57 Mio.       |
| 60         | 12        | Süßer Kummer                         | Sweet Sorrow                    | 11. Apr. 2018        | 8. Sep. 2021                          | Eric Haywood              | Eric Haywood & Jamie Rosengard                        | 5,91 Mio.       |
| 61         | 13        | Die Ausdauer einer Mutter            | Of Hardiness is Mother          | 18. Apr. 2018        | 8. Sep. 2021                          | Craig Brewer              | Dianne Houston & Carlito Rodriguez                    | 5,41 Mio.       |
| 62         | 14        | Falschheit                           | False Face                      | 25. Apr. 2018        | 8. Sep. 2021                          | Millicent Shelton         | Janeika James & Jasheika James Idee: Diane Ademu-John | 5,34 Mio.       |
| 63         | 15        | Dünn und ausgehungert                | A Lean and Hungry Look          | 2. Mai 2018          | 8. Sep. 2021                          | Serayah McNeill           | Terrell Carter                                        | 5,28 Mio.       |
| 64         | 16        | Faire Bedienung                      | Fair Terms                      | 9. Mai 2018          | 8. Sep. 2021                          | Jussie Smollett           | Rich Dollaz                                           | 5,32 Mio.       |
| 65         | 17        | Blutige Nasen und zerbrochene Kronen | Bloody Noses and Crack’d Crowns | 16. Mai 2018         | 8. Sep. 2021                          | Ashanti Douglas           | Grace Byers                                           | 5,14 Mio.       |
| 66         | 18        | Herrenloses Imperium                 | The Empire Unpossess’d          | 23. Mai 2018         | 8. Sep. 2021                          | Luke James                | Nafessa Williams                                      | 5,30 Mio.       |

## Staffel 5
Die Erstausstrahlung der fünften Staffel war vom 26. September 2018 bis zum 8. Mai 2019 auf dem US-amerikanischen Sender Fox zu sehen. Die Veröffentlichung in Deutschland erfolgte am 8. September 2021 auf Disney+ auf Englisch.
| Nr. (ges.) | Nr. (St.) | Deutscher Titel                  | Originaltitel                          | Erstausstrahlung USA | Deutschsprachige Erstausstrahlung (D) | Regie                     | Drehbuch                                        | Zuschauer (USA) |
| ---------- | --------- | -------------------------------- | -------------------------------------- | -------------------- | ------------------------------------- | ------------------------- | ----------------------------------------------- | --------------- |
| 67         | 1         | Vom Dieb stehlen                 | Steal from the Thief                   | 26. Sep. 2018        | 8. Sep. 2021                          | Sanaa Hamri               | Brett Mahoney & Dianne Houston                  | 6,09 Mio.       |
| 68         | 2         | Kostspielige Mutmaßungen         | Pay For Their Presumptions             | 3. Okt. 2018         | 8. Sep. 2021                          | John Krokidas             | Yolonda E. Lawrence & Carlito Rodriguez         | 5,09 Mio.       |
| 69         | 3         | Stolz                            | Pride                                  | 10. Okt. 2018        | 8. Sep. 2021                          | Clement Virgo             | Diane Ademu-John & Joshua Allen                 | 5,15 Mio.       |
| 70         | 4         | Liebe jeden, vertraue wenigen    | Love All, Trust a Few                  | 17. Okt. 2018        | 8. Sep. 2021                          | Mario van Peebles         | Matt Pyken & Cameron Johnson                    | 5,21 Mio.       |
| 71         | 5         | Tiefe Trauer                     | The Depth of Grief                     | 31. Okt. 2018        | 8. Sep. 2021                          | Elizabeth Allen Rosenbaum | Janeika James, Jasheika James & Jamie Rosengard | 4,23 Mio.       |
| 72         | 6         | Getan ist getan                  | What is Done                           | 7. Nov. 2018         | 8. Sep. 2021                          | Jussie Smollett           | Felicia D. Henderson & Thomas Westfall          | 5,01 Mio.       |
| 73         | 7         | Verrat, List und Ausbeute        | Treasons, Stratagems, and Spoils       | 14. Nov. 2018        | 8. Sep. 2021                          | Tamra Davis               | Joshua Allen & Dianne Houston                   | 4,89 Mio.       |
| 74         | 8         | Herrscher über meinen Besitz     | Master of What Is Mine Own             | 28. Nov. 2018        | 8. Sep. 2021                          | Dianne Houston            | Matt Pyken & Yolonda E. Lawrence                | 5,03 Mio.       |
| 75         | 9         | Wie der Vater, so der Sohn       | Had It From My Father                  | 5. Dez. 2018         | 8. Sep. 2021                          | Sanaa Hamri               | Diane Ademu-John & Carlito Rodriguez            | 5,04 Mio.       |
| 76         | 10        | Vergangene Fehler                | My Fault is Past                       | 13. März 2019        | 8. Sep. 2021                          | Michael Goi               | Craig Brewer & Cameron Johnson                  | 4,40 Mio.       |
| 77         | 11        | Liebevolle Tugend                | In Loving Virtue                       | 20. März 2019        | 8. Sep. 2021                          | Clement Virgo             | Felicia D. Henderson                            | 3,98 Mio.       |
| 78         | 12        | Ändere und rette dich            | Shift and Save Yourself                | 27. März 2019        | 8. Sep. 2021                          | Dianne Houston            | Matt Pyken & Thomas Westfall                    | 3,97 Mio.       |
| 79         | 13        | Heiß, heißer, Empire             | Hot Blood, Hot Thoughts, Hot Deeds     | 3. Apr. 2019         | 8. Sep. 2021                          | Gabourey Sidibe           | Diane Ademu-John & Evan Price                   | 4,12 Mio.       |
| 80         | 14        | Ohne jegliche Mittel             | Without All Remedy                     | 10. Apr. 2019        | 8. Sep. 2021                          | Craig Brewer              | Jamie Rosengard                                 | 3,76 Mio.       |
| 81         | 15        | Ein weiser Vater kennt sein Kind | A Wise Father That Knows His Own Child | 17. Apr. 2019        | 8. Sep. 2021                          | Dawn Wilkinson            | Yolonda E. Lawrence & Carlito Rodriguez         | 3,76 Mio.       |
| 82         | 16        | Zweifle nie an meiner Liebe      | Never Doubt I Love                     | 24. Apr. 2019        | 8. Sep. 2021                          | Darren Grant              | Joshua Allen & Thomas Westfall                  | 3,77 Mio.       |
| 83         | 17        | Schreiendes Schicksal            | My Fate Cries Out                      | 1. Mai 2019          | 8. Sep. 2021                          | Paul McCrane              | Janeika James, Jasheika James & Cameron Johnson | 3,73 Mio.       |
| 84         | 18        | Der schlimmste Tag               | The Roughest Day                       | 8. Mai 2019          | 8. Sep. 2021                          | Craig Brewer              | Brett Mahoney & Felicia D. Henderson            | 4,09 Mio.       |

## Staffel 6
Die Erstausstrahlung der sechsten Staffel war vom 24. September 2019 bis zum 21. April 2020 auf dem US-amerikanischen Sender Fox zu sehen. Eine deutschsprachige Ausstrahlung ist bisher nicht erfolgt.
| Nr. (ges.) | Nr. (St.) | Deutscher Titel | Originaltitel           | Erstausstrahlung USA | Deutschsprachige Erstausstrahlung (—) | Regie                         | Drehbuch                                                                  | Zuschauer (USA) |
| ---------- | --------- | --------------- | ----------------------- | -------------------- | ------------------------------------- | ----------------------------- | ------------------------------------------------------------------------- | --------------- |
| 85         | 1         | —               | What is Love            | 24. Sep. 2019        | —                                     | Sanaa Hamri                   | Dianne Houston & Brett Mahoney                                            | 3,31 Mio.       |
| 86         | 2         | —               | Got on My Knees to Pray | 1. Okt. 2019         | —                                     | Mario van Peebles             | Matt Pyken & Indira Gibson Wilson                                         | 2,94 Mio.       |
| 87         | 3         | —               | You Broke Love          | 8. Okt. 2019         | —                                     | Howard Deutch                 | Yolonda E. Lawrence & Marcus J. Guillory                                  | 2,79 Mio.       |
| 88         | 4         | —               | Tell the Truth          | 15. Okt. 2019        | —                                     | Bille Woodruff                | Jamie Rosengard & Michael Martin                                          | 2,74 Mio.       |
| 89         | 5         | —               | Stronger Than My Rival  | 5. Nov. 2019         | —                                     | Mario                         | Sierra McClain                                                            | 2,48 Mio.       |
| 90         | 6         | —               | Heart of Stone          | 12. Nov. 2019        | —                                     | Sanaa Hamri                   | Stacy A. Littlejohn Idee: Stacy A. Littlejohn & Thomas Westfall           | 2,60 Mio.       |
| 91         | 7         | —               | Good Enough             | 19. Nov. 2019        | —                                     | Gabourey Sidibe               | Cameron Johnson & Evan Price                                              | 2,65 Mio.       |
| 92         | 8         | —               | Do You Remember Me      | 26. Nov. 2019        | —                                     | Ruben Garcia                  | Leah Benavides Rodriguez & Carlito Rodriguez                              | 2,45 Mio.       |
| 93         | 9         | —               | Remember the Music      | 3. Dez. 2019         | —                                     | Geary McLeod                  | Matt Pyken & Indira Gibson Wilson                                         | 2,55 Mio.       |
| 94         | 10        | —               | Cold Cold Man           | 17. Dez. 2019        | —                                     | Sanaa Hamri                   | Dianne Houston & Jamie Rosengard                                          | 2,52 Mio.       |
| 95         | 11        | —               | Can't Truss 'Em         | 3. März 2020         | —                                     | Clement Virgo                 | Michael C. Martin & Cameron Johnson                                       | 2,43 Mio.       |
| 96         | 12        | —               | Talk Less               | 10. März 2020        | —                                     | Dawn Wilkinson                | Stacy A. Littlejohn & Marcus J. Guillory                                  | 1,89 Mio.       |
| 97         | 13        | —               | Come Undone             | 17. März 2020        | —                                     | Taraji P. Henson              | Dianne Houston & Evan Price                                               | 2,64 Mio.       |
| 98         | 14        | —               | I Am Who I Am           | 24. März 2020        | —                                     | Ishai Setton                  | Colin Waite & Paul Eriksen                                                | 2,72 Mio.       |
| 99         | 15        | —               | Love Me Still           | 31. März 2020        | —                                     | Dianne Houston                | Matt Pyken & Thomas Westfall                                              | 2,58 Mio.       |
| 100        | 16        | —               | We Got Us               | 7. Apr. 2020         | —                                     | Clement Virgo                 | Janeika James & Jasheika James                                            | 2,80 Mio.       |
| 101        | 17        | —               | Over Everything         | 14. Apr. 2020        | —                                     | Stephen D'Amato               | Jamie Rosengard & Cameron Johnson                                         | 2,69 Mio.       |
| 102        | 18        | —               | Home is on the Way      | 21. Apr. 2020        | —                                     | Geary McLeod & Bille Woodruff | Yolonda E. Lawrence, Michael C. Martin, Matt Pyken & Indira Gibson Wilson | 2,94 Mio.       |